# Palačov

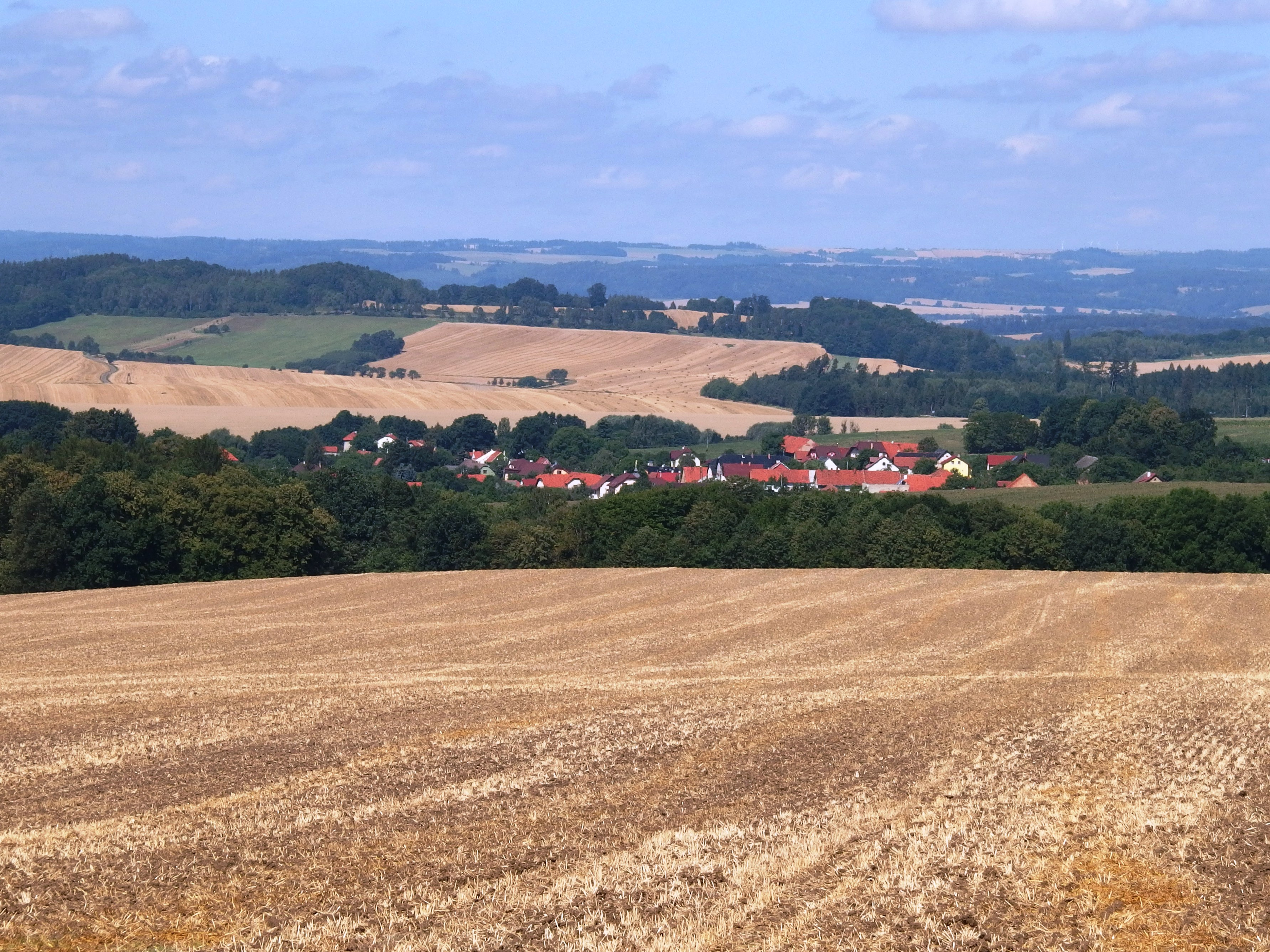
Blick von Petřkovice auf Palačov

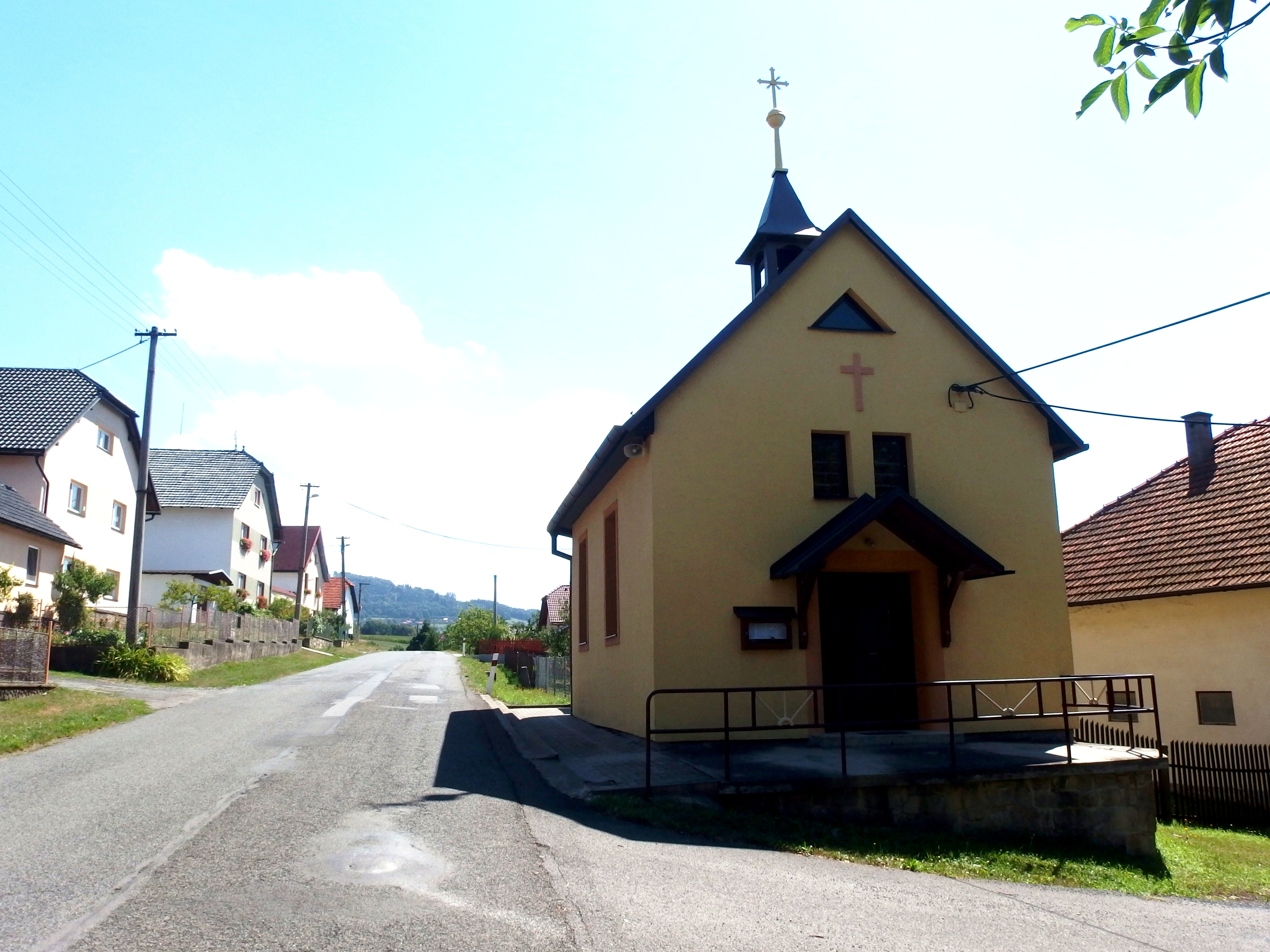
Kapelle

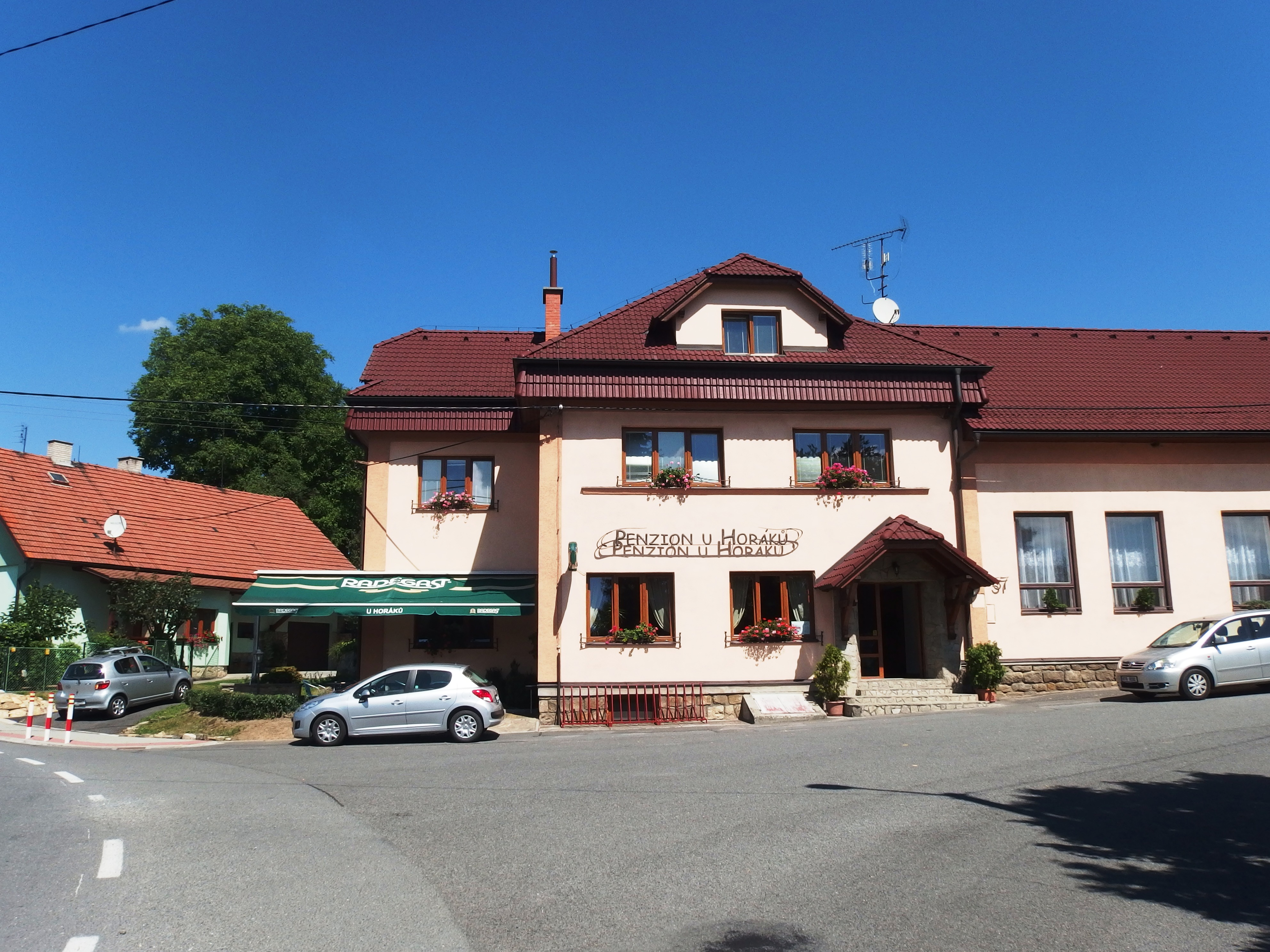
Pension

Palačov (deutsch Palzendorf) ist ein Ortsteil der Gemeinde Starý Jičín in Tschechien. Er liegt acht Kilometer südwestlich von Nový Jičín und gehört zum Okres Nový Jičín.

## Geographie
Palačov befindet sich im Tal des Baches Mřenka in der Podbeskydská pahorkatina (Vorbeskidenhügelland). Unterhalb des Dorfes mündet die Jasenka in die Mřenka. Einen Kilometer nördlich verläuft die Staatsstraße I/48 zwischen Bělotín und Nový Jičín. Im Norden erhebt sich der Pahrbek (340 m n.m.), nordöstlich der Horečky (406 m n.m.), im Osten der Dlouhý kopec (585 m n.m.) und die Petřkovická hora (608 m n.m.), südöstlich die Rokytí (358 m n.m.)
Nachbarorte sind Starojická Lhota im Norden, Vlčnov, Starý Jičín, Jičina und Janovice im Nordosten, Petřkovice im Osten, Perná und Vysoká im Südosten, Lešná im Süden, Poruba, Hustopeče nad Bečvou und Milotice nad Bečvou im Südwesten, Vysoká im Westen sowie Dub im Nordwesten.

## Geschichte
Die erste urkundliche Erwähnung des Dorfes Palaczow erfolgte 1377 unter den Gütern der Burg Titschein. Besitzer waren zu dieser Zeit die Herren von Krawarn. Später folgten u. a. die Herren von Boskowitz, ab 1500 die Herren von Zierotin, nach der Schlacht am Weißen Berg die Freiherren Hofmann von Grünbüchel, ab 1706 die Freiherren Zeno zum Danhaus und ab 1772 die Reichsgrafen von Seilern und Aspang.
Im Jahre 1835 bestand Palzendorf bzw. Palačow aus 52 Häusern, in denen 331 Personen lebten. Im Ort gab es eine Privatschule. Zu Palzendorf konskribiert war der einschichtige Meierhof Kersch (Palačovská Keř). Pfarrort war Alt Titschein. Bis zur Mitte des 19. Jahrhunderts blieb Palzendorf der Herrschaft Alt Titschein untertänig.
Nach der Aufhebung der Patrimonialherrschaften bildete Palačov ab 1849 eine Gemeinde im Gerichtsbezirk Neutitschein. 1853 eröffnete eine einklassige Dorfschule. Ab 1869 gehörte Palačov zum Bezirk Neutitschein. Zu dieser Zeit hatte das Dorf 343 Einwohner und bestand aus 56 Häusern. Im Jahre 1900 lebten in Palačov 354 Personen, 1910 waren es 351. 1905 erwarb Friedrich Deym von Střítež die Grundherrschaft Starý Jičín. Im Jahre 1930 bestand Palačov aus 59 Häusern und hatte 335 Einwohner. Nach dem Münchner Abkommen wurde das rein mährischsprachige Dorf 1938 zunächst dem Deutschen Reich zugeschlagen. Im Zuge weiterer Grenzregulierungen wurde Palačov am 24. November 1938 wieder aus dem Landkreis Neu Titschein ausgegliedert und zusammen mit der von Starý Jičín abgetrennten Ansiedlung Palačovská Keř an die Tschechoslowakei zurückgegeben. Bis 1945 war Palačov danach dem neu gebildeten Bezirk Wallachisch Meseritsch zugeordnet und kam nach Kriegsende wieder zum Okres Nový Jičín zurück. 1955 wurde der Friedhof angelegt. Bis in die 1970er Jahre gab es im Ort einen Kindergarten. Mit Beginn des Jahres 1979 wurde Palačov nach Starý Jičín eingemeindet. Beim Zensus von 2001 lebten in den 79 Häusern von Palačov 216 Personen. Zum 1. Januar 2018 hatte das Dorf 225 Einwohner und bestand aus 97 Häusern.

## Ortsgliederung
Der Ortsteil Palačov bildet einen Katastralbezirk.

## Sehenswürdigkeiten
- Kapelle
- Gedenkstein für die Gefallenen des Ersten Weltkrieges, an der Bäckerei
- Gedenkstein der Befreiung, auf dem Dorfplatz, enthüllt 1960
- Denkmal an den Absturz einer US-amerikanischen B-24 vom Dezember 1944. Der Steinhügel mit einer Replik eines Propellers befindet sich einen Kilometer südlich des Dorfes an der Straße nach Lešná.
- Gedenktafel am Geburtshaus von František Váhala

## Wirtschaft
In Palačov gibt es eine Pension, eine Tischlerei, ein Sägewerk, eine Bäckerei, die für ihren Walachischen Frgál bekannt ist sowie eine Mikrobrauerei, die die Biermarke Paličák produziert.

## Söhne und Töchter des Ortes
- Augustin II. Pavel Vahala (1802–1877), Bischof von Leitmeritz
- František Váhala (1881–1942), Anwalt, Autor und Widerstandskämpfer, er wurde am 3. Juli 1942 im Kaunitz-Wohnheim hingerichtet[4]